# Folkearth
Folkearth es un proyecto internacional de Folk/Viking Metal, originado en Suecia (2004).

## Biografía
El primer lanzamiento “A nordic poem” de la banda fue en 2004 con bandas como, Dol Amroth, Ravenclaw , Forefather, Eluveitie, Hrossharsgrani, Yggdrasil, Nae`blis, Broken Dagger and Trymheim. Este disco fue calificado por la revista "Metal Hammer" con una puntuación 6.5/10. El CD incluye un cover a Falkenbach con el que luego de 2 años seriviría para participar en un proyecto de covers tributo a la banda antes mencionada. Está conformado por 31 músicos de 8 nacionalidades distintas.
Miembros de bandas como Van Langen, Thiasos Dionysos , Hildr Valkyrie , Death Army , The Soil Bleeds Black and Moonroot , se unieron a Folkearth en la producción del segundo álbum titulado: “By The Sword Of My Father” y que salió a la luz en el 2006. En este disco participaron 30 músicos de 11 países distintos : Alemania, Suecia, Grecia, Italia, España, Rusia, Croacia, Noruega, Lituania, Estados Unidos y Bélgica.
Además el 2006 participan de un tributo a la banda Falkenbach denominado "Tribute - A Homage to Falkenbach" en el que interpretan el tema "Heathenpride" para la parte I del disco.
A la fecha, más de 30 músicos toman parte en este proyecto.

## Miembros

### A Nordic Poem
- Marios Koutsoukos - Todas las letras (excepto "Gryningssang"), teclados.
- Nikos Nezeritis - Guitarra acústica.
- Stefanos Koutsoukos - Bajo.
- Ruslanas - Voces habladas.
- Athelstan - Batería, Guitarra eléctrica y acústica.
- Wulfstan - Guitarra eléctrica y acústica, bajo, vocales.
- Chrigel Glanzmann - Gaita (uileann pipes), whistle, bodhran.
- Hugin - teclados.
- Magnues Wohlfart - Guitarra eléctrica y acústica, bajo teclados, arpa, vocales,letras("Gryningssang").
- Jonas Froberg - violín, vocales.
- Kristofer Janiec - Violín.
- Jeremy Child - Batería, vocales.
- William Ekerberg - Chelo, vocales.
- Michelle Mass - Voces femeninas.

### By the Sword of My Father
- Hugin - teclado.
- Athelstan - Guitarra eléctrica , bajo, batería, vocales.
- Wulfstan - Vocales , letras ("The Lady's Gift").
- Magnus Wohlfart - Guitarra eléctrica y acústica , tecládos y vocales.
- Jeremy Child - Batería.
- Daniel Fredriksson - Laúd y arpa de boca.
- Simon Frodeberg - Bajo.
- Kristofer Janiec - violín.
- Michelle Mass - Vocales.
- Niklas Olausson - Vocales.
- Daniel Pettersson - Violín.
- Ruslanas - Voces habladas.
- Tobias Andrelang)- Bajo.
- Achim Eberle - Percusión.
- Ralf Gruber - Batería y Percusión.
- Bernd Intveen - Guitarra eléctrica.
- Sabine Stelzer - Gaita, flauta, Schalmei, percusión.
- Markus Van Langen - Guitarra acústica, saz, bajo, percusión, flauta vikinga, vocales,letras("A Tribute To Viking Gods").
- Andre Groschopp - Guitarra eléctrica y acústica, teclado, vocales, whistle, violín,batería.
- Marios Koutsoukos - Vocales, teclado, letras.
- Stefanos Koutsoukos - Bajo.
- Nikos Nezeiritis - Guitarra acústica.
- Hildr Valkyrie - Vocales, teclado y letra ("on Returne To Waelhalle").
- Mark Riddick - recorder, percusión, diseño del CD .
- Axel - Guitarra eléctrica y acústica, Bajo, vocales.
- Becky - arpa céltica.
- Alessandro Caruso - Batería, percusión.
- Francesca Crotti - violín.
- Igor Saviola - Vocales.
- Raven - arpa céltica.
- Ulven - Guitarra acústica.

### Rulers Of The Sea
- Mandolin – Emilio Souto
- Music By, Electric Guitar, Bass – Matthew Bell
- Pipe [Deger Pipe] – Münngu Beyeler
- Programmed By [Drums] – Loki
- Tin Whistle, Flute – Simon Müller
- Vocals – Sebastian Algiz
- Music By, Electric Guitar, Bass – Michaël Fiori
- Pipe [Deger Pipe] – Münngu Beyeler
- Violin – Ally Storch
- Vocals – Sebastian Algiz
- Bagpipes – Pablo Allen
- Lyrics By – Marios Koutsoukos

## Discografía
- A Nordic Poem (2004)
- By the Sword of My Father (2006)
- Drakkars in the Mist (2007)
- Father Of Victory (2008)
- Songs Of Yore (Acoustic) (2008)
- Rulers of the Sea  (2009)
- Viking's Anthem (2010)
- Sons of the North (2011)
- Valhalla Ascendant (2012)